# George Robert Zug
Pour les articles homonymes, voir Zug.
George Robert Zug est un herpétologue américain né le 16 novembre 1938 à Carlisle, en Pennsylvanie.

## Sources
- Notices d'autorité :   - VIAF
  - ISNI
  - BnF (données)
  - IdRef
  - LCCN
  - GND
  - Japon
  - CiNii
  - Belgique
  - Pays-Bas
  - Israël
  - NUKAT
  - Norvège
  - Croatie
  - Tchéquie
  - WorldCat